# تومي نيلسون (لاعب كرة قاعدة)
تومي نيلسون (بالإنجليزية: Tommy Nelson)‏ هو لاعب كرة قاعدة أمريكي، ولد في 1 مايو 1917 في شيكاغو في الولايات المتحدة، وتوفي في 24 سبتمبر 1973 في سان دييغو في الولايات المتحدة.